# Savior (песня Игги Азалии)
«Savior» (с англ. — «Спаситель») — сингл, записанный австралийской хип-хоп исполнительницей Игги Азалией при участии американского рэпера Quavo. Он был выпущен 2 февраля 2018 года на лейбле Island. В песне используется интерполяция композиции Лизы Стэнсфилд «All Around the World» 1989 года.

## Предыстория и релиз
Впервые о песне стало известно 5 декабря 2016 года, когда в сети появилось видео из частного самолёта Азалии, где звучал её отрывок. В тот же день в сеть просочилась демо-версия, в которой припев спел Морис Симмондс, также являющийся одним из авторов песни. 9 января 2018 года Азалия объявила, что дебютирует с синглом в рекламе Monster Cable на Суперкубке-2018. На пресс-конференции продукции Monster в рамках выставки CES 2018 она сказала, что песня будет официально выпущена «примерно 1 февраля». 25 января исполнительница показала обложку сингла в социальных сетях, после чего поделилась короткими отрывками песни и закулисными кадрами со съёмок лирик-видео.
Говоря о смысле и посыле песни, Азалия сказала:
Песня была создана в то время, когда я чувствовала себя такой опустошённой и одинокой, что элементарно не могла взять в руки телефон и признаться даже самым близким друзьям, насколько безнадёжно я себя чувствую. Эта песня не о том, что вам нужен мужчина или женщина, которые придут и спасут вас в отношениях. Она о том, что вы сами себе спаситель и находите в себе силы, чтобы разобраться во всём. Написание песни далось мне тяжело, и я думаю, что исполнять её будет не менее трудно просто потому, что каждый раз я буду сдерживать себя, чтобы не расплакаться. Так что с помощью этой песни я надеюсь найти отклик с теми, кто прошёл через то же, что и я.
Азалия также сказала, что написала «Savior» потому, что у неё в жизни произошёл болезненный разрыв отношений и её карьера шла не очень хорошо, тем самым ссылаясь на расставание с американским баскетболистом Ником Янгом, за которого она летом 2016 года должна была выйти замуж.

## Видеоклип
Музыкальное видео на «Savior» было снято Колином Тилли и выпущено 1 марта 2018 года. Действие происходит внутри неоновой церкви и содержит множество религиозных образов и символики: неоновые нимбы и кресты, горящие розы и сцена крещения Азалии.

## Восприятие
Сингл получил в основном положительные отзывы от музыкальных критиков. Ник Мохика из XXL написал, что песня «со своим тропическим хаус-битом, явно была создана для танцпола». Роб Арканд из Spin отметил, что в сингле присутствует «низкий, медленный хаус-бит с Quavo в его самом мелодичном автотюновом исполнении, в то время как Игги больше стремится к мастерству написания песен, чем к проницательности в рэпе».

## Живые выступления
16 марта 2018 года Азалия присоединилась к Деми Ловато на сцене Barclays Center в Бруклине, чтобы вместе исполнить «Savior» в рамках мирового тура «Tell Me You Love Me World Tour». 20 марта 2018 года Азалия выступила на The Late Late Show с Джеймсом Корденом вместе с хоровой группой бэк-вокалистов, исполнявших припев вместо Quavo.

## Чарты
| Чарты (2018)                                   | Высшая позиция |
| ---------------------------------------------- | -------------- |
| Австралия (Australia Urban, ARIA)              | 29             |
| Австралия (Australian Artist Singles, ARIA)    | 17             |
| Бельгия/Валлония (Ultratip)                    | 9              |
| Бельгия (Urban, Ultratop Wallonia)             | 26             |
| Канада (Hot Digital Songs, Billboard)          | 32             |
| Чехия (Rádio Top 100)                          | 79             |
| Франция (Downloads, SNEP)                      | 159            |
| Новая Зеландия (Heatseekers, RMNZ)             | 8              |
| Шотландия (Scottish Singles Chart)             | 91             |
| США (Billboard Bubbling Under Hot 100 Singles) | 7              |
| США (Digital Songs, Billboard)                 | 20             |

## История релиза
| Регион | Дата           | Формат            | Лейбл           | Прим.  |
| ------ | -------------- | ----------------- | --------------- | ------ |
| Мир    | 2 февраля 2018 | Цифровая загрузка | Island          | [ 29 ] |
| США    | 6 февраля 2018 | Радио             | Island Republic | [ 30 ] |